# Àrab
|  | Per a altres significats, vegeu «àrab (desambiguació)». |

Banderes dels estats de llengua àrab

La llengua àrab (en àrab: اللغة العربية, al-luḡa al-ʿarabiyya) és la llengua parlada en origen pel poble àrab. És una llengua semítica, com l'hebreu, l'arameu, l'accadi o el sirià. Pel fet de l'expansió territorial a l'edat mitjana i per la difusió de l'Alcorà, aquesta llengua s'ha estès per tot l'Àfrica nord-sahariana i bona part de l'Orient Pròxim. És la llengua oficial en vint estats i cooficial en almenys altres sis; així mateix, és la llengua oficial de la Lliga Àrab i una de les sis llengües oficials de l'Organització de les Nacions Unides.
L'origen de la llengua àrab es remunta al segle ii de la nostra era. La tradició oral considera, això no obstant, que és una llengua revelada directament a Ismael, fill d'Abraham i Agar. Les primeres traces de l'escriptura àrab es remunten més enllà del segle vi.
La llengua àrab comprèn tant una varietat estàndard que es fa servir en lectura i escriptura, en situacions formals i en els mitjans de comunicació massius (àrab fus·ha o àrab clàssic, اللغة العربية, al-luḡa al-ʿarabiyya), com nombrosos dialectes locals, que a voltes arriben a ser incomprensibles entre si a causa de diferències lèxiques i fonològiques, mentre que mantenen més continuïtat en el pla sintàctic. La denominació d'aquesta llengua en el mateix idioma àrab és (al-luḡa) al-ʿarabiyya, ‘la (llengua) àrab’, tot i que en alguns dialectes, com en l'egipci, es denomina (al-lisān) al-ʿarabī (en gènere masculí).

## Varietats de l'àrab
L'àrab és un terme genèric que agrupa nombroses varietats:
- l'àrab clàssic: la llengua de l'Alcorà, parlada en l'època de l'expansió islàmica,
- l'àrab literari: una forma moderna, però una mica diferenciada de l'àrab clàssic, que és la llengua escrita comuna de tots els estats àrabs,
- els dialectes àrabs: llengües orals parlades als països àrabs, derivades de l'àrab clàssic, amb els substrats, superstrats i usos diferents segons les regions, que fa que de vegades siguin tan diferents com el català, l'italià o el romanès entre si, com passa en el xinès.

## Descripció lingüística

### Classificació
La llengua àrab pertany a la subbranca semítica occidental (formada en total per tres llengües: hebreu, arameu i àrab) de la branca semítica del tronc afroasiàtic. És la llengua semítica més arcaica, és a dir, la més propera al semític primitiu, de totes les que continuen vives avui en dia.
L'àrab esdevé llengua literària al segle vi i llengua litúrgica dels musulmans al segle vii.
En àrab, la forma literària és nomenada al-luḡa al-fuṣḥà (‘la llengua més eloqüent’) i inclou l'àrab antic present en la poesia preislàmica, en l'Alcorà i en la literatura clàssica, així com l'àrab estàndard modern, emprat en la literatura contemporània i els mitjans de comunicació. Les formes dialectals reben el nom genèric d'al-luḡa al-ʿammiyya (‘la llengua popular’, ‘la llengua de la gent’), tot i existint-ne formes intermèdies entre l'una i l'altra.

### Fonètica i fonologia
L'àrab empra un sistema d'escriptura propi que s'escriu de dreta a esquerra, tot unint les lletres entre si. D'aquesta manera, cada lletra de l'alfabet àrab pot prendre fins a quatre grafies diferents, segons si aquesta és escrita aïllada, al començament, al mig o al final de la paraula.
Exceptuant comptades excepcions, a cada grafema li correspon un fonema, és a dir: en àrab amb prou feines existeixen lletres mudes, omeses o bé lletres que, en determinades posicions o unides a altres, tinguin un valor diferent al que els correspon en principi. Les excepcions se solen donar vinculades a l'ús religiós de la llengua.
En l'àrab oral, algunes lletres presenten valors diferents, segons la regió, dels que tenen en l'àrab clàssic. En general, aquestes peculiaritats locals es mantenen quan el parlant empra l'àrab estàndard.
En llengua àrab, no existeixen les lletres majúscules (en la segona dècada del segle xx es proposà d'introduir-les, però no foren acceptades). Atès que els noms propis àrabs solen tenir significat, per tal d'evitar confusions, aquests es mostren, de vegades, tancats entre parèntesis o cometes.
L'àrab ha incorporat (i adaptat, en alguns casos) els signes de puntuació de les llengües europees: el punt, la coma (،), el punt i coma (؛), la interrogació (؟), etc. Els punts suspensius solen ser-ne dos (en comptes de tres).

#### Fonologia
L'àrab estàndard modern té 28 fonemes consonàntics, que es divideixen entre les consonants «emfàtiques» (faringealitzades o velaritzades), i les no emfàtiques. Les vocals són tres: /i, a, u/, en les seves varietats llarga i curta (aquesta «qualitat fonètica de longitud» també la tenen les consonats), i dos diftongs: /aj/ i /aw/. Naturalment, hi ha al·lofonies. Aquesta pot ser la raó que en la premsa hi hagi tantes versions diferents a l'hora de transcriure els noms de gent com en Bin Ladin/Ben Laden/Bin Laden, o en Iàssir/Iàsser Arafat. Alguns d'aquests fonemes s'han unit, en els diversos dialectes moderns. I s'han creat uns altres fonemes per a manlleus o escissions fonètiques.

### Morfosintaxi

#### Arrels i formes
Com en la resta de les llengües semítiques, la morfologia de l'àrab es basa en el principi de les arrels (جذر) i les formes o pesos (وزن). L'arrel és en la majoria dels casos trilítera, és a dir, formada per tres consonants, i té un significat general. La forma és un paradigma de flexió de l'arrel que, sovint, conté en si mateix un significat. A tall d'exemple: la unió de la forma verbal ista (‘manar fer’) amb l'arrel KTB (‘escriure’) dona com a resultat el verb istaKTaBa (‘dictar’, o sia, ‘manar que s'escrigui’ o ‘fer escriure’); aplicant al mateix paradigma l'arrel ḪDM (‘servir’) en resulta istaḪDaMa (‘emprar’, o sia, ‘fer servir’); amb NZL (‘descendir’, ‘davallar’), en resulta istaNZaLa (‘inspirar-se’, o sia, ‘fer descendir la inspiració’). Altres exemples de paradigmes amb l'arrel كتب KTB (‘escriure’):
- كتب KaTaBa: ‘(ell) va escriure’
- إكتتب iKtaTaBa: ‘(ell) es va inscriure’
- كتاب KiTāB: ‘llibre’
- كاتبة KāTiBa: ‘escriptora’, ‘secretària’
- مكتبة maKTaBa: ‘biblioteca’
- مكتب miKTaB: ‘escriptori’
- اكتب uKTuB!: ‘escriu!’
- تكتبون taKTuBūna: ‘(vosaltres) escriviu’
- مكتوب maKTūB: ‘(que està) escrit’

Aquesta morfologia d'arrels i formes permet deduir (endevinar) el significat d'una paraula desconeguda unint el significat de l'arrel i el paradigma en moltes ocasions. Per exemple, la paraula ẓāhir combina una arrel de significat ‘veure’ amb el paradigma del participi passat, i això ens permet conjecturar que la paraula té el significat ‘que es veu’ o ‘visible’; efectivament, ẓāhir significa el que hem deduït; això no obstant, la mateixa paraula presenta altres significats que no podríem haver «deduït» d'aquesta manera.
L'existència de paradigmes fixos ajuda molt a l'hora de deduir les vocals presents en una paraula, la qual cosa permet deduir la seva vocalització quan en llegim alguna que no hem sentit pronunciar mai.
Per exemple, 99 de les 100 paraules que presenten la forma escrita de l'estil 12ā3 (en què els números corresponen a les consonants de l'arrel) es vocalitzen 1i2ā3: kitāb, kifāh, ḥimār, kibār, etc. Però la paraula escrita ḏhāb (‘anar’) es llegeix ḏahāb (i és una entre cent). Com a resultat, qui hagi après aquesta paraula mitjançant la lectura (i no sentint-la) la pronunciarà ḏihāb per analogia amb les altres 99 paraules. Segons els experts nadius, els quals tendeixen a considerar l'àrab com una llengua parlada, ḏihāb és erroni, i ḏahāb és l'única forma correcta. Segons els experts occidentals, els quals tendeixen a definir l'àrab com una llengua escrita i els detalls de pronunciació són secundaris, el suposat «error» es troba tan estès que consideren que se l'ha de considerar «correcte en àrab estàndard».
L'àrab clàssic presenta més formes de paraules que els dialectes àrabs locals. Molts dels significats originaris de les formes s'han perdut, mentre que els de les arrels s'han mantingut.
Els diccionaris àrabs organitzen les paraules per la seva arrel. A cada arrel correspon un article, dins del qual les paraules derivades s'organitzen segon un esquema precís. Aquest fet implica la necessitat de conèixer-ne l'arrel per tal de poder localitzar una paraula al diccionari. Per la presència d'arrels irregulars, aquest fet no és sempre fàcil.

#### Gènere
L'àrab presenta dos gèneres: masculí i femení. Generalment són femenines les paraules «que tenen forma de femení», és a dir, els singulars que acaben en ة, اء o ى (-āʾ, -at o -à, la fonologia d'aquestes terminacions és similar a la catalana), i són masculines les que no presenten aquestes terminacions.
Gran part de les excepcions d'aquesta regla es dona en paraules femenines que no presenten la terminació «pròpia». Per exemple:
- Paraules que es refereixen a éssers femenins: أم umm (‘mare’); فرس faras (‘euga’); مريم Maryam (‘Maria’, nom propi).
- Els noms del vents.
- Les paraules que, per analogia, poden considerar-se fonts de vida i d'altres relacionades amb aquestes: شمس xams (‘sol’); نور nūr (‘llum’); نار nār (‘foc’); رحم raḥm (‘úter’); أرض arḍ (‘terra’).
- Els noms de les parts del cos que són parells en nombre: يد yad (‘mà’); عين ʿayn (‘ull’).
- Altres paraules, a causa del seu ús: قوس qaws (‘arc’) بئر biʾr (‘pou’), طريق ṭarīq (‘camí’).

Així mateix, és infreqüent que una paraula amb terminació femenina sia masculina, tot i que com a exemple podem citar els numerals del tres al deu, masculins, i la paraula خليفة ẖalīfa (‘califa’).
El femení singular dels éssers animats quasi sempre es forma afegint la terminació ة (-at) al masculí: كاتب kātib (‘escriptor’) > كاتبة kātibat (‘escriptora’); مستخدم mustaẖdim (‘usuari’) > مستخدمة mustaẖdimat (‘usuària’); صحراوي ṣaḥrāwī (‘sahrauí’) > صحراوية ṣaḥrāwiyyat, etc.
Algunes paraules tenen ambdós gèneres, com قتيل qatīl (‘mort/a’).

#### Nombre
En àrab hi ha tres nombres: singular, dual i plural.
- En el singular cal incloure els singulatius, és a dir, aquelles paraules que indiquen unitat respecte a una paraula que indica un col·lectiu. Per exemple, زيثونة zaytūna —‘(una) oliva’— és el singulatiu de زيتون zaytūn —‘oliva’, genèric. Zaytūna pot presentar la forma plural زيتونات zaytūnāt —‘(unes) olives’. El singulatiu es forma afegint la terminació de femení ة ([a]) al nom de col·lectiu.
- El dual indica dues unitats. Es forma afegint la terminació -ān (nominatiu) o -ayn (acusatiu/genitiu): بحر baḥr (‘mar’) > بحرين baḥrayn (‘dos mars’, ‘Bahrain’). Aquesta forma també presenta el seu reflex en la conjugació verbal. En àrab dialectal el dual és poc productiu, i es reserva, en general, per a usos ja formats, i no s'empra en els verbs.
- El plural àrab ofereix una gran complexitat. Cal distingir entre:

- El plural regular: es forma afegint les terminacions ون -ūn o ين-īn (nominatiu i acusatiu/genitiu, respectivament) en masculí, i la terminació ات -āt en femení.
El plural masculí s'empra majoritàriament en les paraules referides als éssers humans. El plural femení és d'ús més extens, i es pot emprar per a éssers animats i inanimats, i sol ser el plural habitual de les paraules amb marca de femení ة ([a]): مستخدمون mustaẖdimūn (‘usuaris’); مستخدمات mustaẖdimāt (‘usuàries’).

- El plural fracte és el més habitual. Es forma per la flexió interna de la paraula en singular. Retornant a les arrels i les formes, es tracta dels radicals del singular en un altre paradigma, que és el plural d'aquest singular. La precisió és important, a causa del fet que en la majoria de casos no hi ha forma de saber amb certesa quin plural correspon a un singular, ni quin singular correspon a un plural: el parlant ha d'actuar per analogia o aprendre el singular i el plural de cada paraula. Exemples:

- ولد walad (‘noi’) pl. أولاد awlād.
- ملاك malāk (‘àngel’) pl. ملائكة malāʾika.
- كتاب kitāb (‘llibre’) pl. كتب kutub.
- حمار ḥimār (‘ase’) pl. حمير ḥamīr.

En altres casos, a una determinada forma de singular li correspon una determinada forma de plural indefectiblement:
- قانون qānūn (‘llei’) pl. قوانين qawānīn
- صاروخ ṣārūẖ (‘míssil’; ‘porro’) pl. صواريخ ṣawārīẖ

A vegades una paraula té diferents plurals possibles. L'àrab estàndard tendeix a simplificar i fixar una sola forma de plural per a paraules que en l'àrab clàssic presenten diferents formes de plural, segons èpoques i localització. No obstant això, aquesta tendència esbrina quina de les diferents formes de plural és l'estàndard, ja que els diccionaris llisten les diferents formes, puix l'ús d'aquestes és encara vigent.
Les diferències persisteixen també en els dialectes col·loquials:
- كاس kaʾs (‘copa’) pl. estàndard كؤوس kuʾūs, pl. marroquí كيسان kīsān.
- حاجة ḥāja (‘cosa’) pl. egipci حاجات ḥāgāt, pl. marroquí حاجات ḥājāt o حوائج ḥawāʾij

Segons els gramàtics, en paraules de diversos plurals possibles, els plurals de formes a12u3, a12ā3, a12i3a o 1i23a (en què els números representen les lletres radicals) o el plural regular masculí, s'ha d'emprar per al conjunt de tres a deu. Dites formes s'anomenen paucals, o plurals de petits nombres. No obstant això, aquesta regla mai s'ha seguit escrupolosament, però molts continuen sostenint que ṯalāṯat axhur ('tres mesos') és més correcte que ṯalāṯat xuhūr.

#### Declinació
L'àrab clàssic presenta una declinació amb tres casos (nominatiu, acusatiu i genitiu) i dues formes (determinat i indeterminat) per a cada cas. La declinació apareix, generalment, amb un signe diacrític col·locat sobre la lletra final. Com en el cas de les vocals breus, aquest diacrític només s'escriu en texts didàctics o quan hi ha risc de confusió.
| cas       | determinat | indeterminat |
| --------- | ---------- | ------------ |
| nominatiu | dāru دارُ   | dārun دارٌ    |
| acusatiu  | dāra دارَ   | dāran داراً   |
| genitiu   | dāri دارِ   | dārin دارٍ    |

Com es pot observar en l'exemple exposat, les lletres que s'escriuen són sempre les mateixes exceptuant en el cas acusatiu indeterminat, en què el diacrític se situa sobre un àlif (ا). Com hem vist, les terminacions de plural i dual tenen la seva pròpia declinació que sí que implica variació en les lletres, fet que també succeeix en algunes formes verbals.
En ser diacrític, aquell que llegeixi en veu alta un text no vocalitzat l'ha de comprendre amb anterioritat per tal de poder saber quin cas cal pronunciar al final de cada paraula.
L'àrab estàndard sol ometre les flexions que no tenen reflex en l'escriptura, com les vocals breus a final de paraula. La pronunciació de la declinació és habitual si es llegeix un text, es pronuncia un discurs o si es recita poesia, però resulta poc adequada, i és considerada fins i tot pomposa i sobrera en la conversació.
L'àrab dialectal omet totes les declinacions: per a les terminacions de dual i plural empra únicament la forma acusatiu/genitiu.
Exemple: «Els usuaris escriuen llargues pàgines asseguts davant l'ordinador».
Pronunciació clàssica: 
- al-mustaẖdimūna yaktubūna ṣuḥufan ṭawīlatan jālisūna amāma l-ḥāsūb

Pronunciació sense flexions:
- al-mustaẖdimūn yaktubūn ṣuḥufan ṭawīla jālisūn amām al-ḥāsūb

Ambdues s'escriuen igual:
- المستخدمون يكتبون صحفا طويلة جالسون أمام الحاسوب

Pronunciació dialectalitzant:
- al-mustaẖdimīn yaktubū ṣuḥuf ṭawīla jālisīn amām al-ḥāsūb

Escriptura:
- المستخدمين يكتبوا صحف طويلة جالسين أمام الحاسوب*

### Adjectiu
L'adjectiu va sempre després del substantiu. Si aquest es refereix a persones, o si es refereix a coses i és singular, l'adjectiu concorda amb aquell en gènere i nombre (i cas, si s'empra la declinació). Tanmateix, si el substantiu és un plural de cosa o d'éssers vius (tret d'humans), l'adjectiu concorda amb ell en femení singular. És a dir, caldrà dir per exemple:
- «un llibre maco»: كتاب جميل kitāb[un] jamīl[un]

Però, en plural caldrà dir:
- «uns llibres maca»: (كتب جميلة kutub[un] jamīla[tun])

Si el substantiu està determinat per l'article al-, els adjectius han d'estar-hi també. Així, ‘el món àrab’ es dirà al-ʿālam al-ʿarabī, és a dir: «el món l'àrab».
Hi ha un tipus d'adjectiu molt productiu anomenat نسبي nisbī o de relació, que es forma afegint el sufix ي -ī (masc.) o ية -iyya (fem.). És un dels pocs casos en àrab de formació de paraules mitjançant l'afegiment de sufixos i no per flexió interna. L'adjectiu de relació serveix per a formar els gentilicis, i és freqüent en cognoms i paraules que indiquen relació o pertinença:
- تونس Tūnis (‘Tunis’) > تونسية tūnisiyya (‘tunisenc’)
- إشتراك ixtirāk (‘compartir’, ‘socialitzar’) > إشتراكي ixtirākī (‘socialista’)
- يوم yawm (‘dia’) > يومي yawmī (‘diari’, ‘periòdic’).

La terminació femenina en plural (يات -iyyāt) serveix també per a formar substantius:
- يوم yawm (‘dia’) > يوميات yawmiyyāt (‘diari’)
- السودان As-Sūdān (‘Sudan’) > سودانيات sūdāniyyāt (‘conjunt de coses pròpies del Sudan’)

#### Determinants
En àrab existeix un únic article determinant, sense variació de gènere i nombre, tot i que sí de pronunciació. Es tracta de l'article ال al-, que s'escriu unit a la paraula a què determina, raó per la qual sovint es transcriu en caràcters llatins separat amb un guió i no amb un espai.
La l de l'article canvia la seva pronúncia per la de la primera lletra de la paraula determinada quan aquesta lletra és una de les anomenades solars. Són solars la meitat de les lletres de l'alfabet: tāʾ, ṯāʾ, dāl, ḏāl, rāʾ, zāy, sīn, xīn, ṣād, ḍād, ṭāʾ, ẓāʾ, lām i nūn. La resta s'anomenen lunars. D'aquest mode, التون al-tūn (‘la tonyina’) es pronuncia at-tūn; الزيت al-zayt (‘l'oli’) es pronuncia az-zayt, etc. En la transcripció llatina, es pot mantenir la l de l'article o substituir-la per la lletra solaritzada. L'àrab dialectal de vegades solaritza altres lletres.
D'altra banda, la a de l'article desapareix quan la paraula anterior acaba en vocal (si s'empra la declinació, aquest fet ocorre amb molta freqüència):
- الكتب al-kutub (‘els llibres’) > إشترى الكتب ixtarà l-kutub (‘va comprar els llibres’).

En àrab no existeix en principi l'article indeterminat, ja que aquest valor el dona la declinació. L'àrab dialectal amb freqüència empra el numeral واحد wāḥid ('un') seguit de l'article determinat:
- clàssic: كتابٌ kitābun (‘un llibre’'); dialectal: واحد الكتاب wāḥid al-kitāb (lit., ‘un el llibre’).

## Influències de l'àrab

### Arabismes[calcitació]
L'àrab ha llegat una sèrie de mots a altres llengües occidentals, sobretot al castellà i al portuguès. Es troba també en català, com ara els manlleus d'origen àrab albercoc (mot que també prestà al llatí mitjançant el grec antic), alcohol, àlgebra, algorisme, quitrà o zenit. Els arabismes del català, el castellà, el portuguès i el sicilià constitueixen un superstrat d'aquestes llengües. En el cas de les altres llengües romàniques, els arabismes constitueixen un adstrat.
A inicis del segle xxi, el superstrat aràbic en el català bàsic representa un 2%. Tot i que a mesura que es retrocedeix en el temps aquesta quantitat augmenta, aquest fet ve donat, principalment, per la manca d'ús de diferents arabismes. La influència de la llengua àrab en el català, i les diferents llengües, s'esdevé donada la primacia de la cultura àrab al llarg de l'edat mitjana, així com al fet que gran part de la península Ibèrica (i les seves illes) restés sota el domini d'Al-Àndalus.
Hi ha arabismes de difusió europea (alambí, albercoc, almirall, cotó, drassana, duana, falua, màstec, quitrà, sucre, taronja, xifra, zero), procedents dels països que tenien frontera amb Al-Àndalus, del comerç i de les expedicions de les croades; altres arabismes es troben en les llengües europees que han tingut contacte amb l'àrab en el seu mateix territori, contacte fronterer o relacions comercials. Formen part del primer, del segon i del tercer grup el català, el portuguès i el castellà. El sicilià forma part del primer i del tercer grup. L'italià i l'occità formen part del tercer grup.
En la llengua catalana la distribució dels arabismes varia segons la regió i el dialecte emprat, en clara relació amb el temps de contacte de les dues llengües i cultures; així, i per exemple, pel que fa a topònims d'origen àrab observem que a la Catalunya Vella aquests tenen molt poca incidència, mentre que a les Illes Balears i al País Valencià hi són força més nombrosos. Així el valencià és el dialecte que presenta més arabismes, seguit del baleàric. Tanmateix, molts dels arabismes dialectals tenen la seva contrapartida en paraules d'origen llatí (préssec/albercoc) a excepció dels xenismes com cotó, sucre o taronja, els quals, normalment, són presents en totes les varietats dialectals.
Entre els escriptors no musulmans que han escrit en àrab, hi ha per exemple el metge i filòsof jueu Maimònides, o Ramon Llull.
És interessant recordar que a Occident es fa servir les xifres índiques gràcies al contacte amb els àrabs.

## L'àrab i l'islam
La llengua de l'islam és l'àrab; té nombrosos mots de domini religiós inicialment apareguts en aràbic. Certes paraules religioses existents en àrab, o no existeixen en altres llengües, o només se'n pot captar tota l'essència en aquell idioma.
L'Alcorà fou escrit en àrab, i la llengua emprada en aquest és considerada com l'àrab clàssic i el model lingüístic per antonomàsia; per aquest motiu, molts musulmans són contraris a admetre l'existència d'estrangerismes en l'Alcorà, tot i que hi són presents paraules d'origen hebreu o siríac. Així mateix, l'Alcorà és la primera obra amb una extensió significativa que empra la llengua àrab i suposa un enriquiment estructural tot comparant-lo amb les primitives mostres de literatura àrab.

## Cal·ligrafia
Després de la fixació definitiva de l'escriptura àrab al voltant de l'any 786, s'han desenvolupat molts estils de cal·ligrafia, tant per a la transcripció de l'Alcorà com d'altres llibres, i per a les inscripcions en els monuments com a element decoratiu.
La cal·ligrafia àrab no ha caigut en desús com ha succeït amb la cal·ligrafia en el món occidental, i continua sent considerada pels àrabs com una de les formes d'art més importants; els cal·lígrafs són tinguts en gran estima.
En tant que l'àrab és cursiu per naturalesa, a diferència de l'alfabet llatí, l'escriptura àrab que es fa servir per a escriure un vers de l'Alcorà, un hadit o simplement un proverbi, presenta una composició espectacular.
La cal·ligrafia presenta també un costat figuratiu. Entreteixint paraules escrites dins d'un mot o emprant micrografia, els cal·lígrafs reprodueixen figures antropomòrfiques, zoomorfismes o objectes inanimats.

### Principals estils

#### Naskh o naskhi
El naskh (‘còpia’) és l'estil més bàsic; deriva de l'antiga cursiva preislàmica, es desenvolupà per a ser una cal·ligrafia ràpida i clara per tal de permetre la còpia de manuscrits. El naskh és l'estil en què es basen les lletres d'impremta en la majoria de les llengües que empren caràcters àrabs.

#### Ruqa
El ruqa, derivat del naskh, no és un estil ornamental sinó funcional. Simplifica la forma de les lletres, elimina totalment l'ornamentació i els diacrítics.

#### Cúfic

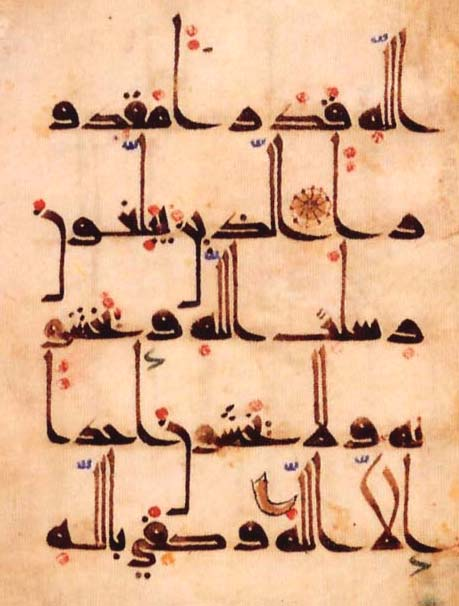
Pàgina de l'Alcorà en kūfī antic

L'estil cúfic (en àrab: kūfī) pren el nom de la ciutat de Kufa, on es desenvolupà a partir del segle viii. Es caracteritza per la presència d'angles i un aire quadrat en general. Presenta diferents variants com, per exemple:
- el cúfic florit, en el qual el traç adquireix trets florals.
- el cúfic geomètric, en què les lletres s'estilitzen i simplifiquen formant figures geomètriques. És força emprat en decoració, a causa del fet que es pot formar fàcilment emprant quadrats.

#### Thúluth
Derivat del naskh, tot formant lletres més llargues en proporció al gruix de la línia. Es desenvolupa en el segle xiii com a estil ornamental.

#### Estils perses

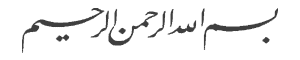
Bàsmala en escriptura nastaliq

L'estil farsi (fārsī, ‘persa’) i els seus derivats procedeixen del ruqʿa i neix a les regions d'Àsia influïdes per la cultura persa. Dins dels estils d'origen persa cal destacar el nastaliq, estil netament oriental, en el qual les lletres no es disposen sobre la línia d'escriptura: els mots tendeixen a començar un xic per sobre de la línia tot acabant just per sobre, donant la impressió que aquests «pengen». Presenta una alternança molt pronunciada en el traç.

#### Diwaní

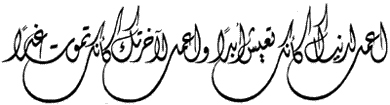
Diwaní

Inventat pel cal·lígraf Husam Rumi a partir de l'estil persa taʿliq, fou força popular durant el regnat de Solimà I el Magnífic (1520-1566). És un estil barroc, molt ornamental, de línies llargues i corbes, tot prolongant el traç de manera que sovint s'uneixen lletres entre si quan no s'hauria de fer, i és freqüent que es provi d'escriure sense aixecar el càlam del paper.

#### Estils magrebí i andalusí

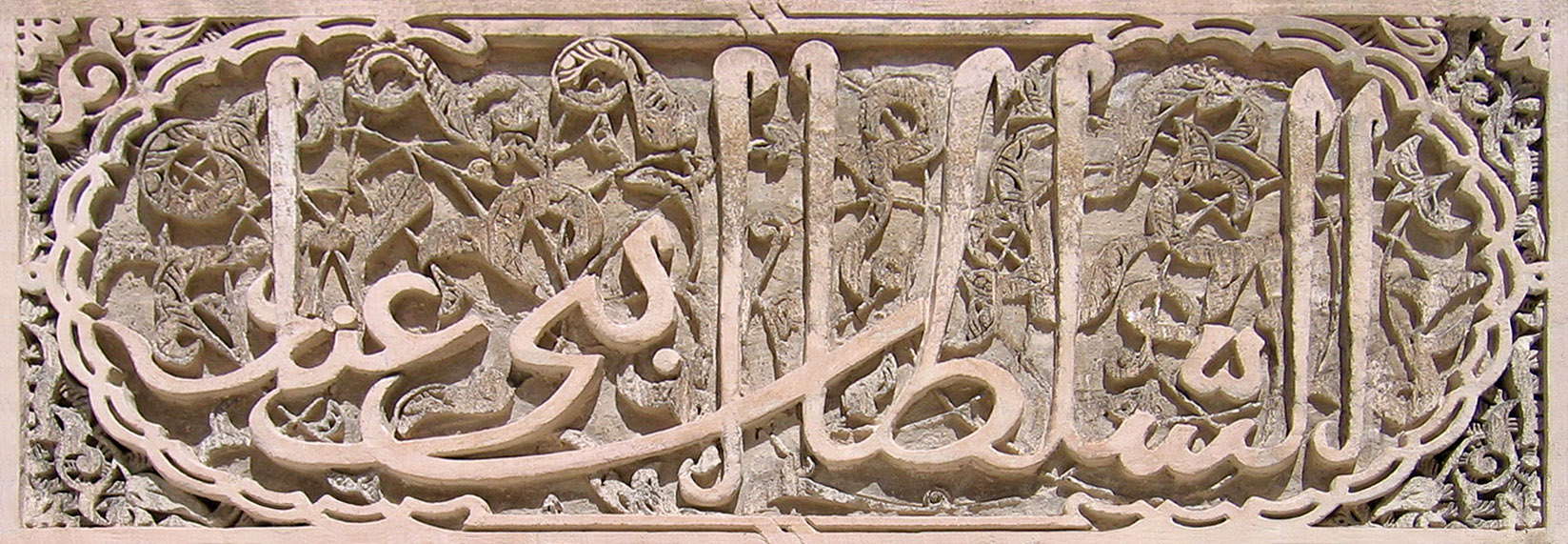
Inscripció en estil magrebí ornamental a Fez, Marroc

Aquest conjunt d'estils no deriven del naskh, sinó que ho fan del cúfic. Tradicionalment emprada a l'Àndalus, al nord-est d'Àfrica i a l'Àfrica occidental. El càlam emprat es diferencia dels habituals, ja que té una punta aguda similar a les de les plomes europees. Per aquesta raó, el traç és poc gruixut i tendeix a ser uniforme. Escapa a les regles de proporció aplicades en la resta d'estils, fet que permet una llibertat d'execució major.

## Literatura àrab
La llengua àrab té una amplíssima producció literària que abasta des del segle v fins a l'actualitat.
Les mostres importants de literatura àrab més antigues són unes composicions de l'Aràbia preislàmica anomenades mual·laqat, ‘penjades’. Aquest nom s'atribueix tradicionalment al fet que podrien haver estat escrites i penjades dels murs de la Kaba, llavors panteó de la Meca, per haver resultat vencedores en alguna justa poètica. Això n'hauria permès la supervivència, ja que en l'època la literatura era de transmissió oral i, per tant, cal suposar que la major part de la producció se'n perdés. Les mual·laqat són llargs poemes que responen a un esquema fix que després heretarà, amb variacions, la poesia clàssica de l'època islàmica. La poesia preislàmica ha quedat en la cultura àrab com a model lingüístic i literari i com a exemple de valors primigenis lligats a la vida al desert, com la cavallerositat.
L'Alcorà i l'extensió de l'islam marquen una fita en la història de la literatura àrab. En primer lloc, suposa el desenvolupament definitiu de l'escriptura i la fixació de la llengua literària, l'àrab clàssic. En segon lloc, la literatura en llengua àrab deixa d'estar circumscrita a la península Aràbiga i passa a desenvolupar-se per totes les terres per les quals s'estén l'Islam, en les quals l'àrab és llengua oficial i de prestigi (més tard substituïda pel persa en algunes regions d'Àsia). S'obre així l'ampli camp de la literatura àrab clàssica, amb gran profusió de gèneres i autors.
Amb la caiguda d'Al-Àndalus i de les potències àrabs d'Orient (Bagdad, el Caire), que seran substituïdes per l'Imperi Otomà, la literatura àrab entra en una etapa de decadència, amb una producció molt menor i d'escassa originalitat comparada amb l'esplendor dels segles anteriors. Entre mitjans del segle xix i principis del xx, segons les zones, el món àrab, i amb aquest la seva literatura, entren en el procés de revifament anomenat Nahda ('Renaixement'). La literatura àrab contemporània es desmarca dels models clàssics i incorpora profusió de gèneres com la novel·la o el relat breu i, en menor mesura, el teatre. La poesia continua sent, com en època clàssica, el gènere més conreat.
L'eclosió del nacionalisme àrab a mitjan segle xx i fins als anys setanta serveix d'esperó al desenvolupament literari. Per zones, és Egipte el país que més escriptors ha donat a la literatura àrab contemporània (d'allí era el premi Nobel Naguib Mahfuz), seguit del Líban, Síria, Palestina i l'Iraq. Un aforisme cèlebre declarava que «l'Egipte escriu, el Líban publica i l'Iraq llegeix». En el canvi de segle aquesta sentència ja no és vàlida, ja que si Egipte segueix tenint la major producció i el Líban continua sent la seu de les més prestigioses editorials àrabs, la destrucció de l'Iraq entre la Guerra del Golf i la invasió de 2003 va acabar amb la que potser era la societat àrab de major nivell cultural.

## Llengües derivades de l'àrab
- Maltès.